# Kanton Damvillers
Kanton Damvillers (fr. Canton de Damvillers) byl francouzský kanton v departementu Meuse v regionu Lotrinsko. Tvořilo ho 20 obcí. Zrušen byl po reformě kantonů 2014.

## Obce kantonu
- Azannes-et-Soumazannes
- Brandeville
- Bréhéville
- Chaumont-devant-Damvillers
- Damvillers
- Delut
- Dombras
- Écurey-en-Verdunois
- Étraye
- Gremilly
- Lissey
- Merles-sur-Loison
- Moirey-Flabas-Crépion
- Peuvillers
- Réville-aux-Bois
- Romagne-sous-les-Côtes
- Rupt-sur-Othain
- Ville-devant-Chaumont
- Vittarville
- Wavrille